# ロンダ (イタリア)
ロンダ（伊: Londa）は、イタリア共和国トスカーナ州フィレンツェ県にある、人口約1,800人の基礎自治体（コムーネ）。

## 地理

### 位置・広がり

#### 隣接コムーネ
隣接するコムーネは以下の通り。括弧内のARはアレッツォ県所属を示す。
- ディコマーノ
- プラトヴェッキオ・スティーア (AR)
- ルーフィナ
- サン・ゴデンツォ

### 気候分類・地震分類
ロンダにおけるイタリアの気候分類 (it) および度日は、zona E, 2110 GGである。
また、イタリアの地震リスク階級 (it) では、zona 2 (sismicità media) に分類される。

## 行政

### 分離集落
ロンダには、以下の分離集落（フラツィオーネ）がある。
- Bucigna, Caiano, Caspriano, Fornace, Petroio, Rata, Rincine, Sambucheta, San Leolino, Vicorati, Vierle